# Hilliger (Glockengießer)

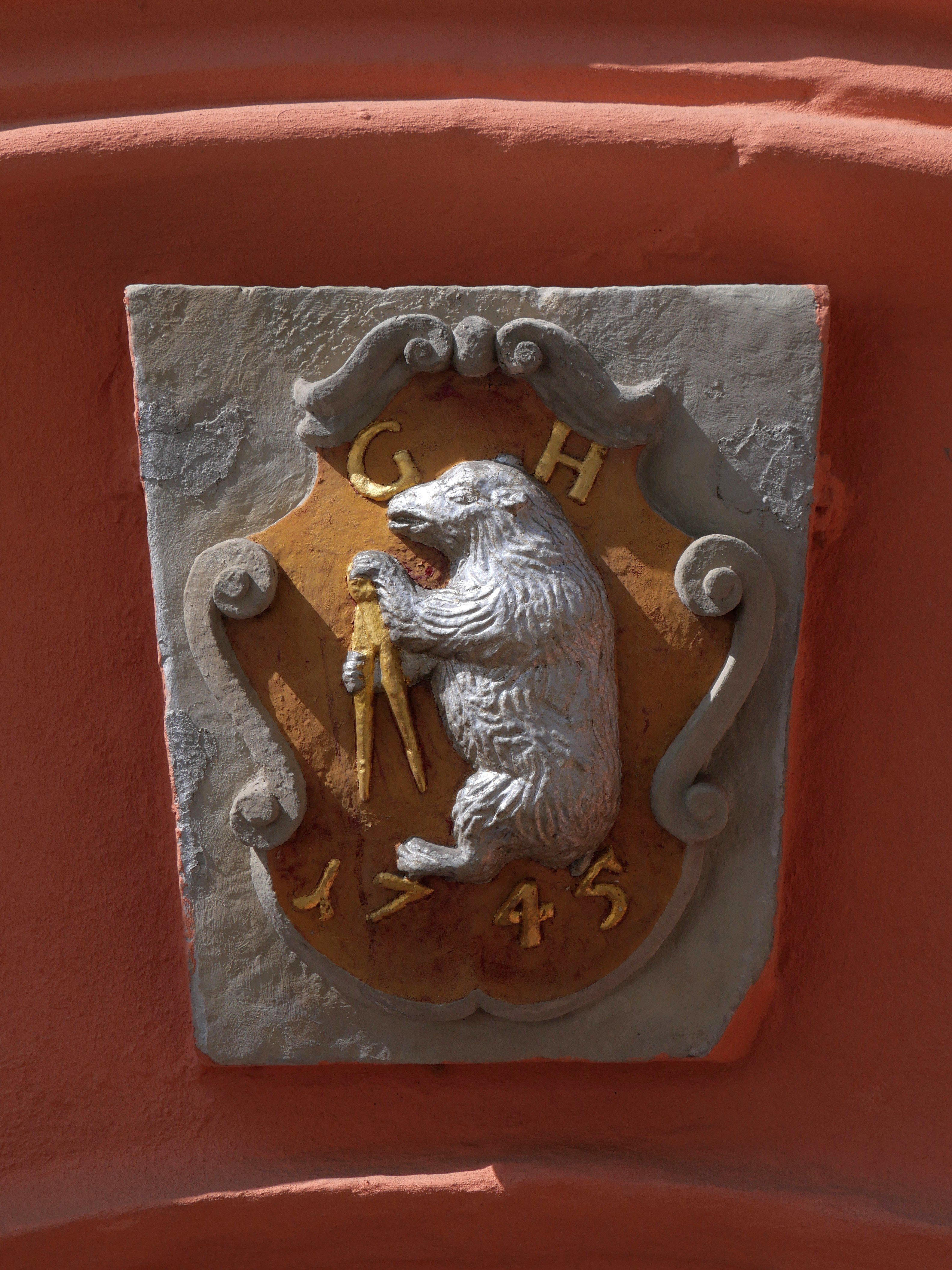
Wappen der Gießer-Familie Hilliger in Freiberg

Hilliger oder Hilger ist der Familienname einer sächsischen Glocken- und Geschützgießerdynastie, die seit Beginn des 15. Jahrhunderts in Freiberg, anfänglich unter dem Namen Kanngiesser oder auch Kannegiesser, und später auch in Dresden ansässig war und bis Mitte des 18. Jahrhunderts nachweisbar ist. Der Name Kanngiesser entfiel mit der Wappenverleihung 1521 an Martin I., welches einen aufrecht stehenden, weißen Bären mit einem goldenen Tasterzirkel in der rechten Pranke in einem roten Feld zeigte.

## Mitglieder der Gießerfamilie Hilliger
Begründer der Gießerfamilie ist:
- Hans I., auch Kanngiesser, der 1412 eine Stiftung für den Dreifaltigkeitsaltar der Nikolaikirche in Freiberg machte. Ihm folgten seine beiden Söhne
  - Hans II., auch Kanngiesser (1420–1471) sowie
  - Nicol, auch Kanngießer, erwähnt von 1435 bis 1481. Seine Glockengüsse für die Petrikirche gingen bei den Stadtbränden von 1471 und 1484 verloren.[1] Sein Sohn
    - Oswald I., auch Kanngiesser, (um 1450–1517) setzte die Familientradition fort. Er richtete 1482 eine neue Gießerei ein und goss nach dem Freiberger Stadtbrand von 1484 die neuen Glocken für die Kirchen der Stadt. Von 1487 ist eine in der heute profanierten Nikolaikirche erhalten, vier weitere im Freiberger Dom, darunter die Große Susanne von 1488. Beide Söhne von Oswald folgten ihm beruflich.
      - Martin I., (auch Merten Hylger[2] und Kanngießer genannt), (1484–1544) übernahm 1517 die väterliche Werkstatt und erneuerte 1537 zum dritten Mal die Gießerei. Erhaltene Glocken von ihm befinden sich u. a. im Waldpark Kurort Hartha (Fördergersdorfer Glocke von 1517) und in der Naumburger Stadtkirche St. Wenzel (1518). Auch die einzige erhaltene alte Glocke der Dresdner Frauenkirche, die Gedächtnisglocke Maria (1518), stammt aus seiner Werkstatt. Seine beiden Söhne wurden ebenfalls Glockengießer.
        - Wolfgang I. (1511–1576) übernahm 1544 die Glockengießerei zunächst gemeinsam mit seinem Bruder Oswald II. Er war ab 1557 mehrmals Bürgermeister der Stadt Freiberg und arbeitete als erster der Familie zeitweilig auch in Dresden, wo er ab 1567 die Gießhütte des Zeughauses leitete. Eine seiner Glocken befindet sich noch heute in der Leipziger Thomaskirche. Als sein wichtigstes Werk gilt das Epitaph für Herzog Philipp I. von Pommern, das sich gemeinsam mit dessen Sarkophag in der St.-Petri-Kirche in Wolgast befindet. Ein Medaillon mit der Darstellung eines Bären im unteren Bereich der Messingplatte trägt die Umschrift „Wolff Hilger czu Freiberg gos mich.“[3] Seine Söhne Martin II., Wolfgang II. und Paul erlernten ebenfalls das Gießerhandwerk.
          - Martin II. (1538–1601) vertrat seinen Vater in der Gießhütte in Dresden und arbeitete zwischenzeitlich von 1577 bis 1587 auch in Graz für Erzherzog Karl II. von Innerösterreich. Seine Söhne Martin III. und Johannes I. wurden ebenfalls Gießer.
            - Martin III. (1565–1620) arbeitete ab 1591 als Stückgießer für Kaiser Rudolf II. an den Höfen in Prag und Wien und verstarb in Wien.
            - Johannes I. (1567–1640) arbeitete zunächst mit seinem Vater Martin II. in der Dresdner Gießhütte. Nach dem Tod des Vaters wurde er kurfürstlicher Büchsengießer und war von 1608 bis 1638 in Dresden Bürgermeister. Sein Sohn
              - Hans Wilhelm (um 1605–1649) wurde als letzter Hilliger Nachfolger seines Vaters in der Leitung der Gießhütte in Dresden.

          - Wolfgang II. (1545–1614) übernahm die Gießhütte in Freiberg von seinem Vater Wolfgang I. Seine Söhne Gabriel I. und Zacharias wurden ebenfalls Gießer.
            - Gabriel I. (1580–1633) übernahm die Freiberger Gießerei von seinem Vater und betrieb sie gemeinsam mit seinem Bruder Zacharias.
              - Gabriel II. (1614–1684), Sohn des Gabriel I. und Gehilfe seines Onkels Zacharias. 1648 war er Alleininhaber der Gießerei in Freiberg sowie Ratsherr der Stadt. Sein Sohn
                - Gabriel III. (1677–1756) war der letzte Gießer aus der Familie der Hilliger. Er arbeitete nach dem Niedergang der Gießerei im Bergbau.

            - Zacharias (1581–1648) führte nach dem Tod des Bruders die Freiberger Gießerei selbstständig fort, später gemeinsam mit dessen Sohn Gabriel II.

          - Paul (1548–1603) begleitete seinen Bruder Martin II. 1577 nach Graz und kehrte 1585 nach Freiberg zurück, wo er später für seinen Bruder Wolfgang II. die Geschäfte führte.

        - Oswald II. (1518–1546) wurde nach dem gemeinsamen Guss der Luthertafel für die Schlosskirche von Schloss Hartenfels mit seinem Bruder Wolfgang I. (1545) Geschützgießer bei Herzog Philipp I. von Pommern in Stettin, wo er früh verstarb.

      - Andreas (um 1486-nach 1560) arbeitete zunächst in der Werkstatt seines Vaters Oswald I. und 1516 gemeinsam mit seinem Bruder Martin I. in Görlitz. 1519 gründete er in Breslau eine eigene Glockengießerei.

## Weitere Glocken-Standorte
- Zum Geläut der evangelischen Kirche Unser Lieben Frauen im sächsischen Dahlen gehört eine Hilliger-Glocke: Die große Glocke (Grundton es') stammt aus dem Jahr 1625, hat einen Umfang von 142 cm und wiegt 1.600 Kilogramm.[4]